# Achema
Achema és el més gran productor de fertilitzants als estats bàltics. Està ubicat a la ciutat de Jonava en el centre de Lituània. El 2011 Achema emprava a 1.700 treballadors i va arribar a 2,2 mil milions de litas d'ingressos (uns 640 milions d'euros), el benefici net va ser de 96,3 milions de litas (27,9 milions d'euros). L'actual director general és Arūnas Laurinaitis.

## Història
La construcció de la fàbrica es va iniciar el 1962 com una de les empreses de propietat estatal de l'RSS de Lituània.
Una explosió es va produir a la fàbrica de fertilitzants químics, el 20 de març de 1989, provocant una fuita de prop de 7.500 tones d'amoníac líquid. La catàstrofe va ser major en convertir-se en un foc de nitrogen i fertilitzants emmagatzemats, que van contaminar l'ambient amb productes en descomposició: l'òxid nitrós, gas de clor, etc. El núvol tòxic es va dirigir cap a Ukmergė, Širvintos, Kėdainiai. La concentració d'amoníac va superar el nivell permès de 150 vegades a Upninkai, a 10 km de l'empresa. Un dia després de l'accident, un núvol tòxic de 7 quilòmetres d'amplada i 50 km de llarg es va registrar entre Jonava i Kėdainiai. Set persones van morir a l'incendi i fuita d'amoníac, 29 es van convertir en discapacitats i més persones van patir d'altres malalties.